# یاسمن فرمانی
یاسمن فرمانی (زاده ۲۳ بهمن ۱۳۷۳) فوتبالیست ایرانی است که در باشگاه شارلوا در سوپرلیگ زنان بلژیک و تیم ملی زنان ایران در پست هافبک بازی می‌کند.
وی همچنین همسر علی قلی زاده بازیکن تیم ملی فوتبال ایران است.

## مشکل حضور در مسابقه
در یکی از مراحل پلی‌آف لیگ برتر فوتبال زنان بلژیک، داور مسابقه اجازه حضور فرمانی در زمین را به‌خاطر داشتن حجاب صادر نکرد.